# Kobierzycko
Kobierzycko – wieś w Polsce położona w województwie łódzkim, w powiecie sieradzkim, w gminie Wróblew. Znajduje się w odl. 10 km na zach. od Sieradza, w pobliżu szosy do Kalisza.
W latach 1975–1998 miejscowość położona była w województwie sieradzkim.

## Części wsi
| SIMC    | Nazwa   | Rodzaj    |
| ------- | ------- | --------- |
| 0719688 | Olendry | część wsi |

## Historia
Wspomniana w bulli Innocentego II w 1136 r. Gniazdo rodowe Kobierzyckich różnych herbów: Nałęczów, Korabitów, Pomianów. W Kobierzycku bywał hetman Stefan Czarniecki, stąd bowiem pochodziła jego żona Zofia z Kobierzyckich. W XIX w. istniała tu mała wytwórnia maszyn rolniczych, należąca do wybitnego działacza ówczesnego Towarzystwa Rolniczego – Wincentego Prądzyńskiego h. Grzymała (bratanka gen. Ignacego Prądzyńskiego). Po Prądzyńskich wieś należała do Radońskich h. Jasieńczyk.

## Zabytki
Obok remizy straży pożarnej jest kopiec z krzyżem na wierzchołku, kryjący według tradycji szczątki żołnierzy napoleońskich. 
W pn. części wsi eklektyczny dwór z XIX/XX w., którego właściciel Feliks Radoński (1859–1926) nakłonił poznanego w Paryżu Władysława Reymonta do kupienia Charłupi Wielkiej za kwotę 38 tys. rubli. Reymont przyjaźnił się z Radońskim i był częstym gościem w jego dworze, tu pisał Insurekcję. Przez miejscowość przebiega obecnie turystyczny szlak im. Władysława Reymonta (zielony). 

## Przyroda
W leżącym obok dworu parku jest aleja kasztanowców, pomnikowy buk zwyczajny oraz tulipanowiec.